# Poropuntius krempfi
Poropuntius krempfi es una especie de peces de la familia de los Cyprinidae en el orden de los Cypriniformes.

## Morfología
Los machos pueden llegar alcanzar los 13 cm de longitud total.

## Hábitat
Es un pez de agua dulce.

## Distribución geográfica
Se encuentra en Laos, norte de Vietnam y cuenca del río Mekong en Yunnan (China ).